# 邓紫飞

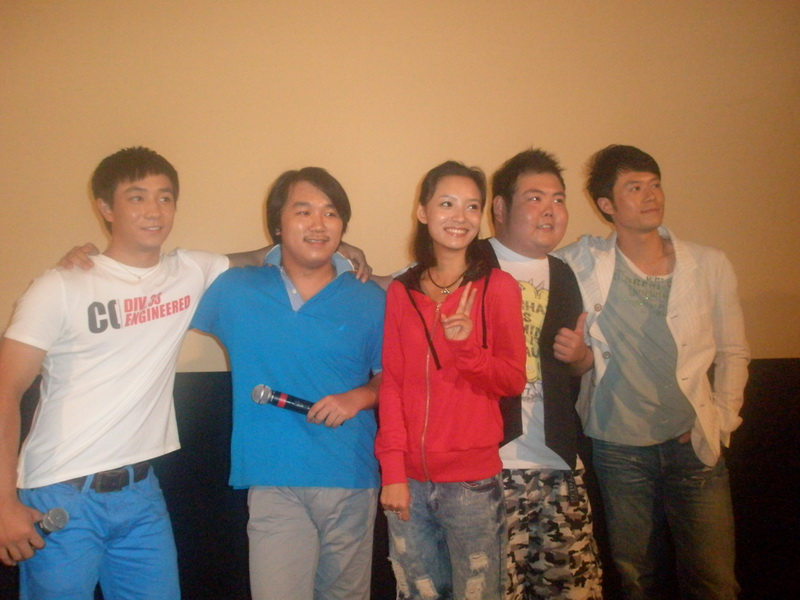
电影一只狗的大学时光观众见面会，中国南京。

邓紫飞（1981年8月23日—），四川省内江市人，毕业于北京电影学院2002级表演系（与孙梅竞、王嘉是同学）。现居住北京市。

## 影视作品

### 电视剧
- 《诊所》 饰 罗哲
- 《红蝎子》 饰 岳龙
- 《海上传奇》 饰 发子
- 《亲兄热弟》 饰 小崔
- 《秦之道》 饰 王贲

### 电影
- 《我是花下肥泥巴》(又名：《邓平寿》) 饰 陆正远
- 《星星之火》 饰 王原
- 《心灵1949》 (电视电影) 饰 王掌柜
- 《倔强萝卜》 饰 伟哥
- 《一只狗的大学时光》 饰 克赛

## 舞台作品
- 《盗版DVD之疯人院飞了》 饰 阿呆
- 《天下无双》 饰 皇上
- 《丐中丐》 饰 小臭臭不咋香
- 《三更之回家》 饰 黎医生
- 《勇敢的心》 饰 威廉华莱士
- 《百花深处》 饰 冯先生
- 《夜半歌声》 饰 赵公子

## 广告
- 爱立信宣传平面及mv短片
- cbd总部基地商务用宅广告
- extras,动感男装
- t-rainbon齿瓷白洁牙具
- 中国联通世界风宣传平面